# Xyrichtys
Xyrichtys je rod morskih rib iz družine ustnač, katerega 25 danes vanj uvrščenih vrst poseljuje peščena tla svetovnih oceanov. Zanje je značilen oster koščen greben na prednjem delu glave, s pomočjo katerega se lahko ribe ob nevarnosti hitro vkopljejo v pesek.

## Vrste
V rod je danes uvrščenih 25 vrst:
- Xyrichtys bimaculatus
- Xyrichtys blanchardi
- Xyrichtys cyanifrons
- Xyrichtys dea
- Xyrichtys evides
- Xyrichtys geisha
- Xyrichtys incandescens
- Xyrichtys jacksonensis
- Xyrichtys javanicus
- Xyrichtys martinicensis
- Xyrichtys melanopus
- Xyrichtys mundiceps
- Xyrichtys niger
- Xyrichtys novacula
- Xyrichtys pentadactylus
- Xyrichtys rajagopalani
- Xyrichtys sanctaehelenae
- Xyrichtys splendens
- Xyrichtys trivittatus
- Xyrichtys twistii
- Xyrichtys verrens
- Xyrichtys victori
- Xyrichtys virens
- Xyrichtys wellingtoni
- Xyrichtys woodi